# Prostia omenească
Prostia omenească este un film românesc din 1968 regizat de George Sibianu.